# Indigofera ankaratrensis
Indigofera ankaratrensis är en ärtväxtart som beskrevs av René Viguier. Indigofera ankaratrensis ingår i släktet indigosläktet, och familjen ärtväxter. Inga underarter finns listade i Catalogue of Life.